# Salamis
Salamis (gr. Σαλαμίς lub Σαλαμινία) – pancernik (drednot), zamówiony dla marynarki wojennej Grecji w stoczni AG Vulcan w Hamburgu w 1912 roku. Zamówiono go w odpowiedzi na ekspansję morską Imperium Osmańskiego rozpoczętą w roku 1911. Okręt miał mieć długość 173,7 metra, uzbrojenie główne miało się składać z ośmiu dział kalibru 356 mm, a prędkość maksymalna miała wynosić 23 węzły. Nazwa „Salamis” odnosiła się do greckiego zwycięstwa nad flotą perską w bitwie pod Salaminą w 480 roku przed naszą erą.
Stępkę okrętu położono 23 lipca 1913 roku, kadłub zwodowano 11 listopada roku następnego. Prace wstrzymano w grudniu 1914 roku, kilka miesięcy po wybuchu I wojny światowej. Niemiecka marynarka wykorzystywała nieukończoną jednostkę jako pływające koszary w Kilonii. Uzbrojenie dla okrętu zamówiono w amerykańskich zakładach Bethlehem Steel i nie mogło zostać dostarczone z powodu brytyjskiej blokady Niemiec. W wyniku tego Bethlehem Steel sprzedało działa przeznaczone dla okrętu Wielkiej Brytanii, uzbrojono nimi cztery monitory typu Abercrombie. Okręt pozostawał nieukończony także po wojnie i był przedmiotem arbitrażu międzynarodowego, którego decyzją w końcu został przyznany stoczni. Kadłub zezłomowano w 1932 roku.

## Projekt

### Ogólna charakterystyka
„Salamis” miał mieć długość 173,71 metra na linii wodnej, szerokość 25 metrów, zanurzenie 7,6 metra. Miał mieć wyporność 19 500 ton (19 200 długich ton; 21 500 krótkich ton). Napęd miały stanowić trzy turbiny AEG, każda napędzająca osobną śrubę napędową. Turbiny miały być napędzane przez parę dostarczaną z osiemnastu kotłów typu Yarrow. Miało to dać łączną moc 40 000 koni mechanicznych na wałach i rozpędzać okręt do prędkości maksymalnej 23 węzłów.

### Uzbrojenie
Główne uzbrojenie jednostki miało stanowić osiem dział kalibru 356 mm L/45 w czterech wieżach. Dwie wieże miały być zamontowane w superpozycji na dziobie przed nadbudówką, dwie na rufie za kominami. Działa miały mieć szybkostrzelność 1,25–1,75 pocisku na minutę i mogły wystrzeliwać pociski przeciwpancerne o wadze 640 kilogramów. Każde działo mogło wystrzelić 500 pocisków, zanim konieczna byłaby wymiana luf z powodu zużycia. Pociski miały być wystrzeliwane z prędkością wylotową około 760 m/s. Przy podniesieniu 15° dawało to zasięg 18 200 metrów. Z odległości 11 000 metrów pocisk miał przebijać płytę pancerną o grubości 330 milimetrów.
Uzbrojenie średniego kalibru miało się składać z dwunastu dział kal. 152 mm L/50 w kazamatach na śródokręciu, po sześć na każdej burcie. Działa te miały wystrzeliwać pociski o wadze 47,7 kilograma z szybkostrzelnością około 6 strzałów na minutę. Pociski były wystrzeliwane z prędkością wylotową 853 m/s i miały zasięg 13 700 metrów.
Uzbrojenie miało uzupełniać dwanaście szybkostrzelnych dział kalibru 75 milimetrów, także umieszczonych w kazamatach. Okręt miał być również wyposażony w pięć podwodnych wyrzutni torpedowych kalibru 500 milimetrów.

### Opancerzenie
Pancernik miał burtowy pas pancerny o grubości 250,8 milimetra w centralnej sekcji kadłuba, która zabezpieczała najbardziej krytyczne obszary, takie jak maszynownia i komory amunicyjne. Na końcach okrętu, za wieżami (patrząc od środka) artylerii głównej pancerz miał grubość 98,4 milimetra. Wysokość pasa pancernego w tych okolicach także była zmniejszona. Główny pokład pancerny miał grubość 73 milimetrów w centralnej sekcji kadłuba i tak jak w przypadku burtowego pasa pancernego, w mniej ważnych obszarach jego grubość była zmniejszona do 38 milimetrów. Wieże artylerii głównej zabezpieczono pancerzem o grubości 250,8 milimetra z przodu i po bokach. Barbety artylerii głównej miały opancerzenie o tej samej grubości. Wieża dowodzenia była lekko opancerzona – pancerz miał grubość 32 milimetrów.

## Budowa i jej zakończenie
W okresie poprzedzającym wojny bałkańskie (1912–1913) Imperium Osmańskie – tradycyjny rywal morski Grecji – podjęło kroki mające na celu zmodernizowanie floty. Częścią wzmacniania sił było zamówienie drednota „Reshadiye” w 1911 roku. Ekspansja osmańskich sił morskich zagroziła greckiej kontroli nad Morzem Egejskim. By ją zrównoważyć, Grecja zdecydowała się także zamówić okręt tej klasy – „Salamis”. Nowy okręt zamówiono w 1912 roku w niemieckiej stoczni AG Vulcan z siedzibą w Hamburgu. Czyniło to Grecję czternastym i ostatnim krajem, który zamówił drednota. Wstępny projekt przedstawiał jednostkę o długości 140 metrów, szerokości 22 metrów i zanurzeniu 7,3 metra. Miał mieć wyporność 13 500 ton (13 300 LT; 14 900 ST) oraz napęd o mocy 26 000 koni mechanicznych, składający się z turbin napędzających dwie śruby i nadający jednostce prędkość do 21 węzłów. Uzbrojenie miało stanowić sześć dział 356 mm w trzech wieżach, osiem dział 152 mm, osiem dział 76 mm, cztery działa 37 mm i dwie wyrzutnie torpedowe 450 mm. Projekt zmieniano kilka razy, ostateczną wersję zatwierdzono 23 stycznia 1912 roku. Okręt miał być dostarczony greckiej marynarce do marca 1915 roku za sumę 1 693 000 funtów.
Stępkę położono 23 lipca 1913 roku. Kadłub zwodowano 11 listopada 1914 roku. Artylerię główną i średniego kalibru zakontraktowano w amerykańskim koncernie stalowym Bethlehem Steel. Jednak wybuch I wojny światowej w sierpniu 1914 roku drastycznie zmienił sytuację: morska blokada Niemiec wprowadzona przez Wielką Brytanię oznaczała, że dział nie można było dostarczyć. Prace wstrzymano 31 grudnia 1914 roku. Do tego momentu Grecja zapłaciła AG Vulcan 450 000 funtów. Firma Bethlehem odmówiła także wysłania dział artylerii głównej do Grecji. Działa kalibru 356 mm sprzedano do Wielkiej Brytanii, gdzie posłużyły do uzbrojenia czterech monitorów typu Abercrombie. Nieukończoną jednostkę odholowano do Kilonii, znajdując dla niej zastosowanie jako okręt koszarowy.
Po zakończeniu wojny grecka marynarka odmówiła odbioru niekompletnego kadłuba. AG Vulcan pozwał grecki rząd w 1923 roku. Długotrwały proces arbitrażowy zakończył się 23 kwietnia 1932 roku. Arbitrzy uznali, że grecki rząd jest winny stoczni AG Vulcan 30 000 funtów, pozostawiając stoczni prawa do kadłuba. Jednostkę rozebrano na złom tego samego roku w Bremie. Drugiego greckiego drednota, o nazwie „Vasilefs Konstantinos”, stanowiącego lekko zmodyfikowaną wersję francuskiego pancernika typu Bretagne, spotkał podobny los. Prace nad nim wstrzymano w momencie wybuchu wojny w sierpniu 1914 roku, a po zakończeniu wojny grecki rząd także odmówił zapłaty za nieukończoną jednostkę.